# 207. Sicherungs-Division
La 207. Sicherungs-Division fu una divisione di sicurezza dell'esercito tedesco attiva durante la seconda guerra mondiale che venne creata nel marzo 1941 e fu schierata sul fronte orientale dove fu sciolta nel novembre 1944. 

## Storia
La divisione di sicurezza fu costituita il 15 marzo 1941, presso l'area di addestramento militare di Groß-Born, dallo stato maggiore e da un terzo della 207. Infanterie-Division. Dal giugno 1941 partecipò all'operazione Barbarossa e marciò dalla zona di Tauroggen fino a Riga, dove rimase con compiti di protezione costiera. Nell'autunno del 1941, alcune unità della divisione furono schierate per combattere i partigiani nella zona di Torma; la divisione si è poi occupata della sicurezza degli stabilimenti estoni e ha preso parte all'occupazione della penisola di Luga. Dall'ottobre 1941 la divisione assicurò la zona della retroguardia dell'esercito nella zona di Kingisepp e durante i combattimenti invernali tra il 1941 ed il 1942 fu impiegata in alcune battaglie difensive, vicino al Lago Ladoga. Nel 1942 assunse nuovamente compiti di sicurezza nella zona di Schlüsselburg e sulle alture vicino a Sinjawino; nel 1943 la divisione fu schierata nella zona tra Sinjavino, Nikolskoye, Kolpino e Chudovo e dall'estate in poi si susseguirono operazioni anti-partigiane a ovest di Luga e vicino a Staraya Russa, nell'area del Porussja. Nel febbraio 1944 fu trasferita sul Lago Peipus e con lo scioglimento del Grenadier-Regiment 374, fu riorganizzata vicino a Pskov nell'aprile 1944. Nell'agosto 1944 combatté in alcune battaglie difensive nella zona di Tartu e nell'ottobre 1944 fu trasferita in Curlandia. Nel novembre 1944 la divisione fu sciolta ed il personale fu impiegato nel quartier generale presso la 16. Armee in Curlandia per usi speciali fino al maggio 1945.

## Ordine di battaglia
- verstärktes Infanterie-Regiment 374
- Wach-Bataillon 706
- I./Artillerie-Regiment 207
- Divisionseinheiten 207 (Versorgungsführer 374)[1]

207. Sicherungs-Division ottobre 1942
- Grenadier-Regiment 374
- Sicherungs-Regiment 94
- II./Polizei-Regiment 9
- Ostreiter-Abteilung 207
- Panzer-Kompanie 207
- I./Artillerie-Regiment 207
- Divisions-Nachrichten-Abteilung 821
- Divisionseinheiten 374

## Decorazioni
Alcuni soldati della 207. Sicherungs-Division furono premiati per le loro azioni in guerra:
- Croce Tedesca
  - in oro: 2
- Croce di Cavaliere della croce di ferro: 1

## Comandanti
- Generalleutnant Karl von Tiedemann (1º marzo 1941 - 1º gennaio 1943)
- Generalleutnant Erich Hofmann (1º gennaio - novembre 1943)
- Generalleutnant Bogislav Graf von Schwerin (novembre 1943 - 17 settembre 1944)
- Generalmajor Martin Berg (17 settembre 1944 - 10 dicembre 1944)[1]